# NGC 521
NGC 521 je spirální galaxie v souhvězdí Velryby. Její zdánlivá jasnost je 11,7m a úhlová velikost 2,7′ × 2,4′. Je vzdálená 219 milionů světelných let a průměr má 175 tisíc světelných let. Pravděpodobně patří do malé skupinky galaxií, jejímž hlavním členem je galaxie NGC 533.
Galaxii objevil William Herschel 8. října 1785. Popsal ji jako objekt „slabý, dosti rozsáhlý, nepravidelně okrouhlý, jasnější uprostřed“. John Dreyer ji v katalogu NGC popsal jako „slabou, dosti rozlehlou, okrouhlou, postupně jasnější střed“.
V galaxii byly pozorovány supernovy SN 1966G typu I, SN 1982O a SN 2006G typu II/IIb.